# Giovanni Meo Zilio
Giovanni Meo Zilio (Treviso, 24 ottobre 1923 – Treviso, 27 luglio 2006) è stato un ispanista, linguista e politico italiano.

## Biografia
Giovanni Meo Zilio era fratello della scrittrice Carmen Meo Fiorot, della pittrice Gisella Meo e della poetessa Franca Meo.  

### Il periodo in Sudamerica
Durante la seconda guerra mondiale fu comandante partigiano nelle brigate partigiane di Giustizia e Libertà. Laureatosi in filosofia presso l'Università di Padova nel 1945, nel 1949 emigrò in Sudamerica. 
Negli anni Cinquanta fu docente di linguistica italiana, letteratura italiana e metodologia e didattica dell’insegnamento dell’italiano presso l'Instituto de Profesores Artigas di Montevideo. Nella capitale uruguayana insegnò anche presso l'Istituto italiano di cultura e l' Instituto de Profesores Artigas  (IPA) e fondò l'Asociación nacional de profesores de italiano, di cui fu anche presidente, e il Centro de lingüística. 

### Il rientro in Italia
Rientrato in Italia, nel 1960, divenne professore di Lingua spagnola presso l'Università di Padova, l'anno successivo di Letteratura iberoamericana e nel 1963 ebbe la libera docenza di Dialettologia ispanoamericana.
Nel 1963 si trasferì all'Università di Firenze, e qui continuò a dedicarsi all'insegnamento della lingua e letteratura ispanoamericana per tutto il decennio: nel 1967 divenne il primo professore ordinario di Lingua e Letteratura ispanoamericana in Italia, nel 1968 preside della facoltà di Magistero e nel 1969 fondò e diresse per primo il Centro di ricerche per l’America latina presso il CNR.
Nel 1974, a Venezia, fu chiamato a Ca' Foscari per ricoprire la cattedra di Storia delle lingue iberiche, istituita per la prima volta in Italia, e due anni più tardi fondò e diresse il Centro di linguistica interfacoltà dell'Università della città lagunare.
Nel 1982 l'Università di Perugia lo nominò responsabile scientifico per l'America Latina e dal 1984 al 1992 fu segretario scientifico e coordinatore per l'America Latina del Centro interuniversitario di studi veneti dell'Università di Venezia che riunisce gli atenei di Venezia, Padova, Verona, Trento, Trieste e Udine.
Presentatosi con la Lega Nord alle elezioni politiche nazionali, dal 1992 fu due volte deputato, nella XI e XII legislatura, e sottosegretario al Ministero dell'Università e della Ricerca Scientifica e Tecnologica durante il primo Governo Berlusconi.

## Gli studi
Durante il decennio trascorso in Sud America Meo Zilio si dedicò principalmente allo studio delle varianti linguistiche della zona rioplatense ed ebbe il merito di  identificare le due varietà di lingue nate dal contatto dell'italiano con lo spagnolo, ovvero il cocoliche (lingua tipica delle zona rurale) e il lunfardo (diffusa principalmente nelle città di Rio de la Plata, come Buenos Aires e Montevideo).
Rappresentante dell’ispanismo internazionale, mantenne strettamente legati i due settori di linguistica e letteratura ispanoamericana, dedicandosi allo studio della linguistica e della dialettologia ispanoamericane, della semiotica gestuale, della filologia e critica letteraria. 
La poesia ispanoamericana è stata al centro dei suoi interessi di studioso, ed in particolare la poesia epica coloniale, la poesia del XX secolo (tra cui quella di César Vallejo) e la poesia gauchesca rioplatense. Al Martín Fierro di José Hernández, poema nazionale argentino, dedicò numerosi scritti e ne curò anche la traduzione in italiano.

## Biblioteca personale
La biblioteca del professore è stata donata dalla famiglia all'Università di Padova, alla Facoltà di Scienze Politiche.
L'archivio dell'Associazione Nazionale docenti Universitari (ANDU) - attiva tra il 1968 ed il 1971 e presieduta da Giorgio Spini-, conservato presso la Biblioteca di scienze sociali dell'Università degli studi di Firenze, raccoglie molti documenti a firma di Giovanni Meo Zilio o che lo riguardano, sia in quanto preside della Facoltà di Magistero dell'Ateneo fiorentino, sia in quanto affiliato all'Associazione

## Opere

### Monografie
- Italiano : gramatica para hispano-parlantes, Montevideo, Editorial libreria italiana, 1957.
- Giovanni Meo Zilio e Guido Zannier, Italiano : gramática y antología, Ed. especial para los preparatorios de enseñanza secundaria, Montevideo, Edit.Libr. italiana, 1957.
- El  lenguaje de los gestos en el Rio de la Plata, Montevideo, Imp. Libertad, 1960.
- Stile e poesia in Cesar Vallejo, Padova, Liviana, 1960.
- El  lenguaje de los gestos en el Rio de la Plata, Montevideo, 1961.
- De Jose Marti a Sabat Ercasty : estudios hispanoamericanos, Montevideo, El Siglo Ilustrado, 1967.
- Estudio sobre Hernando Dominguez Camargo y su S. Ignacio de Loyola : poema heroyco, Firenze ; Messina, G. D'Anna, 1967.
- De Jose Marti a Sabat Ercasty :   estudios hispanoamericanos, Montevideo, El Siglo ilustrado, 1957.
- Giovanni Meo Zilio e Ettore Rossi, El elemento italiano en el habla de Buenos Aires y Montevideo, Firenze, Valmartina Editore, 1970.
- Giovanni Meo Zilio e Ettore Rossi, El elemento italiano en el habla de Buenos Aires y Montevideoc, Vol. 1, Firenze, Valmartina, 1970.
- Estudio sobre Juan de Castellanos, Vol. 1, Firenze, Valmartina, 1971?.
- Giovanni Meo Zilio e Silvia Mejía, Diccionario de gestos : España e Hispanoamérica, Bogotá, Instituto Caro y Cuervo, 1980-1983.
- Un estilema sintomático en Julio Ricci : materiales para un estudio del cuento uruguayo, Montevideo, Instituto Caro y Cuervo, 1986.
- Estudios hispanoamericanos, Roma, Bulzoni, 1989-1995., 3 voll.
- Ricerche di dialettologia veneto-latinoamericana, Roma, Bulzoni, 1995.
- Estilo y poesía en Cesar Vallejo, Roma, Bulzoni, 1995.
- Lecciones de fonética comparada y didáctica fonética ítalo-hispánicas : con nociones de fonética rioplatense, Roma, Bulzoni, 1996.
- Estilo y poesia en Cesar Vallejo, Lima, Universidad Ricardo Palma: Horizonte, 2002.

### Registrazioni sonore
- AELM 136 LM Comunita’ italiane in America Latina (Brasile) - 1 parte, su opac2.icbsa.it. URL consultato il 16 novembre 2021.
- AELM 136 LM Comunita' italiane in America Latina (Argentina, Uruguay) - 2 parte, su opac2.icbsa.it. URL consultato il 16 novembre 2021.

### Curatele, introduzioni e traduzioni
- José Hernández, Martín Fierro : la partenza, a cura di Giovanni Meo Zilio, Milano, Accademia, 1977.
- José Hernández, Martin Fierro : La ida : La partenza, Buenos Aires, Asociacion Dante Alighieri, Venezia, Università degli studi, 1985. Testo originale con traduzione, commenti e note di Giovanni Meo Zilio.
- José Hernández, Martin Fierro : La vuelta : Il ritorno, Buenos Aires, Asociacion Dante Alighieri, 1985. Testo originale con traduzione, commenti e note di Giovanni Meo Zilio.
- Hernando Dominguez Camargo, Obras, cronologia y bibliografia Horacio Jorge Becco, Caracas, Biblioteca Ayacucho, 1986. Prologo di Giovanni Meo Zilio.
- Giovanni Meo Zilio (a cura di), Presenza, cultura, lingua e tradizioni dei veneti nel mondo, vol. 1, America Latina : prime inchieste e documenti, Venezia, Giunta regionale Regione Veneto, 1987.
- José Hernández, Martin Fierro, a cura di Giovanni Meo Zilio, Barcelona, Ediciones B, 1988.
- Mario Sartor Ceciliot e con la collaborazione di Giovanni Meo Zilio, Glossario politico argentino, Roma, Bulzoni, 1995.
- Franca Meo, Un  cuore pulsante nello spazio : poesie (1959-1993), Ciliverghe, [Mazzano], Museo della Donna, 1997. Traduzione e introduzione a cura di Allison Butcher; saggio critico di Giovanni Meo Zilio.
- Amaro Juvenal, Antonio Chimango : poema campestre, traduzione di Giovanni Meo Zilio, Siena, Università degli studi di Siena, 2000.
- L. De Boni ... [et al.], Veneti in Rio Grande do Sul, a cura di Giovanni Meo Zilio, Venezia, Regione del Veneto, 2006. Testi di L. De Boni [et al.].

### Selezione di scritti apparsi in volumi e riviste
- Fenomeni stilistici del cocoliche rioplatense, in Lingua nostra, vol. 17, n. 3, settembre 1956,  pp. 88-91.
- Un morfema italiano con funzione stilistica nello spagnolo rioplatense, in Lingua nostra, vol. 19, n.3, settembre, 1956,  pp. 58-64.
- Una serie di morfemi italiani con funzione stilistica nello spagnolo nell'Uruguay, in Lingua nostra, vol. 20, n. 2, 1959,  pp. 49-54.
- Los sonidos avulsivos en el Rio de La Plata, in Annali Istituto Universitario Orientale Sezione linguistica, vol. 2, n. 1, Istituto Universitario Orientale, aprile 1960.
- Consideraciones generales sobre el lenguaje de los gestos, in Boletin de filologia, Instituto de filologia de la Universidad de Chile, vol. 12, 1960,  pp. 226-248.
- El  lenguaje de los gestos en el Uruguay, in Boletin de filologia, Instituto de filologia de la Universidad de Chile, vol. 13, 1961,  pp. 76-163.
- Curiosidades onomasticas en el Rio de la Plata, in Anuario de letras, n. 3, 1963,  pp. 222-232.
- Pascoli e Sabat Ercasty, in Dialogo, n. 19-22, 1963.
- Algunos italianismos en el español popular del Río de la Plata, in Dialogo, vol. 6-7, n. 23-31, 1965.
- El  cocoliche rioplatense, in Boletín de filología, vol. 16, 1964,  pp. 62-119.
- Prénoms et surnoms au Rio de la Plata, in Reveu internationale d'onomastique, vol. 16, n. 2,  pp. 106-114.
- L’iterazione nella prosa di José Martì, in Le lingue straniere, vol. 14, n. 4, 1965.
- Settanta italianismi gastronomici nello spagnolo d'America, in Lingua nostra, vol. 26, n. 2, 1965,  pp. 48-54.
- Italianismos meridionales en el espanol rioplatense, in Boletìn de filologìa, vol. 17, 1965,  pp. 226-235.
- Neologismos en la poesia de César Vallejo, in Lavori della Sezione fiorentina del Gruppo ispanistico CNR. Serie 1, 1967.
- Jose Marti : (tres estudios estilisticos), in Anuario Martiano, vol. 2, La Habana : Biblioteca Nacional de Cuba, 1970.
- Traduzioni italiane del Martin Fierro, in Annali della Facoltà di lingue e letterature straniere di Ca' Foscari, 1976,  pp. 135-152.
- Vallejo in italiano. Note di tecnica della traduzione e di critica semantica, in Rassegna Iberistica, vol. 2, 1978,  pp. 3-37.
- El español de América en la "Historia de la lengua española" de Rafael Lapesa, in Rassegna iberistica, vol. 9, dicembre 1980,  pp. 25-29.
- Algo más sobre Vallejo en italiano, in Thesaurus : boletín del Instituto Caro y Cuervo, XXXVI, 1981,  pp. 1-6.
- Come ho tradotto il "Martín Fierro" : appunti per una metodologia e una tecnica della traduzione poetica, in Scuola Superiore di Lingue Moderne - Annuario, 1985,  pp. 82-97.
- Metodologia y tecnica de una traduccion literaria : los juegos de palabras en Martin Fierro,, in Thesaurus. Bolein del Instituto Caro y Cuervo, vol. 43, 1988.
- Rastros y resonancias dannunzianas en la poesia de Lugones, in Nueva revista de filologia hispanica, vol. 36, n. 2, 1988,  pp. 1231-1238.
- Modismos, adagios y refranes en el Martin Fierro y su posible version al italiano, in Anuario de letras, vol. 27, 1989,  pp. 355-364.
- Riflessioni intorno alle ricerche dialettologiche italiane sul veneto-brasiliano, in Rassegna iberistica, vol. 37, 1990,  pp. 3-22.
- Stilemi e fosfemi in Andrea Zanzotto, in Annali di Ca' Foscari, Rivista della Facoltà di lingue e letterature straniere dell'Università di Venezia, vol. 30, n. 1-2, 1991,  pp. 335-352.
- Andrea Zanzotto. Come un poeta veneto traduce se stesso (Per una critica stilistica della traduzione),, in Quaderni Veneti, vol. 14, dicembre 1991,  pp. 95-107.
- Sobre el petrarquismo peruano, in Revista de filologia espanola, vol. 72, n. 3-4, 1992,  pp. 455-468.
- A proposito de ecos petrarquistas en el argentino Enrique Banchs, in Nueva Revista de Filología Hispánica, vol. 45, n. 2, 1992,  pp. 909-920.
- Algo más sobre rastros y resonancias dannunzianas en Lugones, in Scripta philologica, n. 3,  pp. 337-350.
- The acquisition of a second romance language by immigrants in Latin America, translated from spanish by Anthony P. Grant, in Trends in romance linguistics and philology, volume 5: Bilinguism and linguistic conflict in romance, Berlin, New York, outon de Gruyter, 1993,  pp. 559-590.
- Un  caso esemplare nella koinè linguistico-letteraria veneto-brasiliana, in Quaderni dell'ADREV, Anno 5 (n.6), numero speciale: Per una formazione multiculturale: emigrazione ed immigrazione autonomia e conservazione, 2000,  pp. 185-194.
- Una  traduzione esemplare del "Nanetto Pipetta" al portoghese-brasiliano, in Rassegna iberistica, vol. 69, giugno, 2000,  pp. 3-9.
- L'elemento linguistico brasiliano nel "Nanetto Pipetta" di Aquiles Bernardi : (Primi materiali), in L'acqua era d'oro sotto i ponti : studi di iberistica che gli amici offrono a Manuel Simoes, a cura di Giuseppe Bellini, Donatella Ferri, Roma, Bulzoni, 2001,  pp. 169-177.